# 于扬 (物理学家)
于扬 (1968年—)，南京大学物理系教授，研究领域为超导量子计算，中国教育部第六批“长江学者”特聘教授。

## 生平
1990年取得南京大学物理系理学学士学位。2002年取得坎萨斯大学物理与天文系博士学位。2002年到2005年在麻省理工学院电子实验室从事博士后研究。
2005年起，在南京大学物理系任教。